# 范蠡彎貝介
范蠡彎貝介（学名：Loxoconcha fanlii）为彎貝介科彎貝介屬下的一个种。